# Lepeophtheirus pollachius
Lepeophtheirus pollachius är en kräftdjursart som beskrevs av Bassett-Smith 1896. Lepeophtheirus pollachius ingår i släktet Lepeophtheirus och familjen Caligidae. Inga underarter finns listade i Catalogue of Life.